# L. Peter Deutsch
L Peter Deutsch (nascido Laurence Peter Deutsch em 7 de agosto de  1946, em Boston, Massachusetts) é um cientista da computação estadounidense e compositor. Ele é o fundados da Aladdin Enterprises e o criador do Ghostscript, um interpretador PostScript e PDF livre.
Outros trabalhos de Deutsch incluem a implementação de Smalltalk que inspirou a compilação just-in-time do Java 15 anos mais tarde.

## Nome
Deutsch mudou seu primeiro nome legal de "Laurence" para "L" em 12 setembro de 2007. Seus trabalhos publicados entes disso geralmente usavam o nome L. Peter Deutsch (com um ponto depois do L).

## Infância de juventude
O pai de Deutsch foi o físico Martin Deutsch, um professor no MIT.

## Compositor
Após cursar cursos de graduação em música em Universidade Stanford, em janeiro de 2009, ele entrou em um programa de pós graduação na Universidade da Califórnia, East Bay, e recebeu um Master of Arts (M.A.) em março de 2011. Nos meados de 2011 ele tinha seis composições apresentadas em concertos públicos. e agora se identifica em geral como compositor ao invés de desenvolvedor de software ou engenheiro.

## Literatura
Some stories about him are included in the book Hackers: Heroes of the Computer Revolution. An interview with him is printed in Coders at Work.